# 宜蘭縣宜蘭市光復國民小學
宜蘭縣宜蘭市光復國民小學（簡稱光復國小）是位在台灣宜蘭縣的一所小學，創立於日治時期的1899年，初名宜蘭小學校。
創校之初為宜蘭小學校（後來增設高等科，為尋常高等小學校），是日本政府設於殖民地，以招收日人子弟為原則的初等教育機構。在設立的時候，全台灣只有7所。台灣被中華民國政府接管之後，在1946年改以「光復」為名。
宜蘭小學校的校址，位在後來宜蘭市公所、救國團辦公處之間。後來，遷移到泰山路上。
光復國小於1990年6月創立民族樂團，曾經獲北區音樂比賽國樂合奏、絲竹樂優等第一名。

## 外部連結
- 官方网站